# Fallis (Oklahoma)
Fallis es un pueblo ubicado en el condado de Lincoln en el estado estadounidense de Oklahoma. En el año 2010 tenía una población de 27 habitantes y una densidad poblacional de 30 personas por km².

## Geografía
Fallis se encuentra ubicado en las coordenadas 35°44′58″N 97°7′18″O / 35.74944, -97.12167 (35.749471, -97.121665).

## Demografía
Según la Oficina del Censo en 2000 los ingresos medios por hogar en la localidad eran de $41,875 y los ingresos medios por familia eran $51,250. Los hombres tenían unos ingresos medios de $27,083 frente a los $0 para las mujeres. La renta per cápita para la localidad era de $12,869. Alrededor del 6.9% de la población estaban por debajo del umbral de pobreza.